# Vijay Sundar Prashanth
Vijay Sundar Prashanth (Chennai, 27 ottobre 1986) è un tennista indiano.
Specialista del doppio, vanta un titolo nel circuito maggiore all'Hangzhou Open 2024 e alcuni altri nei tornei Challenger, il suo miglior ranking ATP è stata l'80ª posizione nel gennaio 2024. Non ha mai superato il primo turno nei tornei del Grande Slam.

## Carriera
Fa le prime apparizioni tra i professionisti nel 2005 in tornei del circuito ITF, torna nel circuito nel 2007 e a luglio disputa in doppio la prima finale, persa al torneo ITF India F6. A fine anno esordisce in un torneo Challenger con una vittoria in doppio e perde il match successivo. Già in quel periodo si dimostra più competitivo in doppio, pur senza raccogliere risultati di rilievo per diversi anni. Disputa e perde la prima finale in singolare in un torneo ITF nel gennaio 2011. A maggio alza il primo trofeo da professionista vincendo il torneo di doppio all'ITF India F8.
Vince qualche raro torneo ITF di doppio nelle stagioni successive e dal 2015 comincia a vincerne con maggiore frequenza. Quello stesso anno desta sorpresa la sua vittoria in singolare su Yuki Bhambri nelle qualificazioni del torneo ATP Chennai Open, supera anche il terzo turno di qualificazione e al suo esordio nel circuito maggiore perde al primo turno. A ottobre raggiunge la sua prima finale Challenger al torneo di doppio di Bangalore, e in coppia con John Paul Fruttero viene sconfitto in tre set da Saketh Myneni / Sanam Singh. Nell'arco della stagione vince inoltre i primi tre tornei ITF della carriera in singolare e a ottobre sale al 335° posto mondiale, che resterà il suo miglior ranking di specialità. Vincerà il quarto e ultimo torneo in singolare nel 2018.
Nel settembre 2017 si aggiudica la medaglia d'oro in doppio e quella d'argento in singolare ai V Giochi asiatici indoor. Il mese dopo vince il primo titolo Challenger in carriera nel torneo di doppio al Vietnam Open in coppia con Myneni, con il successo in finale su Ben McLachlan / Go Soeda dopo due tie-break. Continua a vincere in doppio anche tornei ITF, nel giugno 2018 perde una finale Challenger, entra per la prima volta nella top 200 e ne esce dopo due settimane. A novembre vince a Pune il secondo titolo Challenger, in coppia con Ramkumar Ramanathan. Nei successivi quattro anni non compie sostanziali progressi nel ranking e torna a giocare una finale nei Challenger nell'ottobre 2022 a Fairfield, persa in coppia con Anirudh Chandrasekar.
Il 2023 è l'anno della svolta, disputa nove finali Challenger (di cui sette con Chandrasekar) e con la prima persa in febbraio a Bangalore rientra dopo oltre quattro anni nella top 200. Si aggiudicano i successivi tornei di Pune e Les Franqueses del Vallès e a maggio vincono l'ultimo titolo stagionale a Vicenza. Continua a salire in classifica anche con le sconfitte a Spalato e soprattutto a Salisburgo, dove giocano la prima finale in un Challenger 125.
L'ottima classifica raggiunta garantisce loro l'esordio nel circuito maggiore in luglio sull'erba dell'ATP di Newport, vincono i loro primi due incontri in carriera nel circuito maggiore e perdono in due set la semifinale contro William Blumberg / Max Purcell. Ad agosto vincono il Kozerki Open e il mese dopo escono al secondo turno all'ATP dello Zhuhai Open. Affronta la trasferta scandinava di fine anno in coppia con Jeevan Nedunchezhiyan e in entrambi i tornei disputati perdono la finale, dopo la prima a Helsinki Prashanth fa il suo ingresso nella top 100, e dopo la seconda a Danderyd chiude la stagione all'83ª posizione mondiale.
Nel 2024 torna a giocare con Chandrasekar, debuttano in un torneo del Grande Slam con una sconfitta al primo turno degli Australian Open e Prashanth sale all'80ª posizione del ranking. Perdono la finale al successivo Challenger di Quimper. Ha quindi inizio un lungo periodo negativo, a maggio torna a giocare con Nedunchezhiyan e il primo risultato rilevante è la finale raggiunta in agosto al Challenger di Bonn. Si riscattano a settembre all'Hangzhou Open battendo in finale Constantin Frantzen / Hendrik Jebens per 4-6, 7-6, [10-7], risultato che vale a Prashanth il primo titolo ATP in carriera.
Tornano a mettersi in luce nel febbraio 2025 aggiudicandosi il Pune Challenger. A giugno vince il Challenger 100 del Poznań Open in coppia con Sergio Martos Gornés

## Statistiche
Aggiornate al 21 giugno 2025.

### Doppio

#### Vittorie (1)
| Legenda doppio       |
| Grande Slam (0)      |
| ATP Tour Finals (0)  |
| ATP Masters 1000 (0) |
| ATP Tour 500 (0)     |
| ATP Tour 250 (1)     |

| N. | Data              | Torneo                  | Superficie | Compagno              | Avversari in finale                | Punteggio           |
| 1. | 24 settembre 2024 | Hangzhou Open, Hangzhou | Cemento    | Jeevan Nedunchezhiyan | Constantin Frantzen Hendrik Jebens | 4-6, 7-6(5), [10-7] |

### Tornei Challenger

#### Doppio

##### Vittorie (7)
| N. | Data             | Torneo                                                | Superficie  | Compagno              | Avversari in finale              | Punteggio              |
| 1. | 28 ottobre 2017  | Vietnam Open Challenger, Città di Ho Chi Minh         | Cemento     | Saketh Myneni         | Ben McLachlan Go Soeda           | 7-6(3), 7-6(5)         |
| 2. | 23 novembre 2018 | Pune Challenger, Pune                                 | Cemento     | Ramkumar Ramanathan   | Hsieh Cheng-peng Yang Tsung-hua  | 7-6(3), 6(5)-7, [10-7] |
| 3. | 4 marzo 2023     | Pune Challenger, Pune                                 | Cemento     | Anirudh Chandrasekar  | Toshihide Matsui Kaito Uesugi    | 6-1, 4-6, [10-3]       |
| 4. | 25 marzo 2023    | Challenger Club Els Gorchs, Les Franqueses del Vallès | Cemento     | Anirudh Chandrasekar  | Purav Raja Divij Sharan          | 7-5, 6-1               |
| 5. | 3 giugno 2023    | Internazionali Città di Vicenza, Vicenza              | Terra rossa | Anirudh Chandrasekar  | Fernando Romboli Marcelo Zormann | 6-3, 6-2               |
| 6. | 22 febbraio 2025 | Pune Challenger, Pune                                 | Cemento     | Jeevan Nedunchezhiyan | Blake Bayldon Matthew Romios     | 3-6, 6-3, [10-0]       |
| 7. | 21 giugno 2025   | Poznań Open, Poznań                                   | Terra rossa | Sergio Martos Gornés  | Alexandru Jecan Bogdan Pavel     | 2-6, 7-5, [10-8]       |

##### Sconfitte in finale (12)
| N.  | Data             | Torneo                                     | Superficie  | Compagno              | Avversari in finale                   | Punteggio           |
| 1.  | 24 ottobre 2015  | Bengaluru Open, Bangalore                  | Cemento     | John Paul Fruttero    | Saketh Myneni Sanam Singh             | 7-5, 4-6, [2-10]    |
| 2.  | 15 luglio 2017   | Båstad Challenger, Båstad                  | Terra rossa | Sriram Balaji         | Tuna Altuna Václav Šafránek           | 1-6, 4-6            |
| 3.  | 23 giugno 2018   | Fergana Challenger, Fergana                | Cemento     | Saketh Myneni         | Ivan Gakhov Alexander Pavlioutchenkov | 4-6, 4-6            |
| 4.  | 15 ottobre 2022  | Fairfield Challenger, Fairfield            | Cemento     | Anirudh Chandrasekar  | Julian Cash Henry Patten              | 3-6, 1-6            |
| 5.  | 25 febbraio 2023 | Bengaluru Open, Bangalore                  | Cemento     | Anirudh Chandrasekar  | Chung Yun-seong Hsu Yu-hsiou          | 6-3, 6(7)-7, [9-11] |
| 6.  | 15 aprile 2023   | Split Open, Spalato                        | Terra rossa | Anirudh Chandrasekar  | Sadio Doumbia Fabien Reboul           | 4-6, 4-6            |
| 7.  | 15 luglio 2023   | Salzburg Open, Salisburgo                  | Terra rossa | Anirudh Chandrasekar  | Andrej Golubev Denys Molčanov         | 4-6, 6(8)-7         |
| 8.  | 19 agosto 2023   | Kozerki Open, Grodzisk Mazowiecki          | Cemento     | Anirudh Chandrasekar  | Théo Arribagé Luca Sanchez            | 4-6, 4-6            |
| 9.  | 11 novembre 2023 | Tali Open, Helsinki                        | Cemento (i) | Jeevan Nedunchezhiyan | Andre Begemann Sriram Balaji          | 2-6, 5-7            |
| 10. | 18 novembre 2023 | Good to Great Challenger, Danderyd         | Cemento (i) | Jeevan Nedunchezhiyan | Julian Cash Bart Stevens              | 7-6(7), 4-6, [7-10] |
| 11. | 28 gennaio 2024  | Open Quimper Bretagne Occidentale, Quimper | Cemento (i) | Anirudh Chandrasekar  | Manuel Guinard Arthur Rinderknech     | 6(4)-7, 3-6         |
| 12. | 11 agosto 2024   | Bonn Open, Bonn                            | Terra rossa | Jeevan Nedunchezhiyan | Théo Arribagé Orlando Luz             | 2-6, 4-6            |